# Depresie (stare)

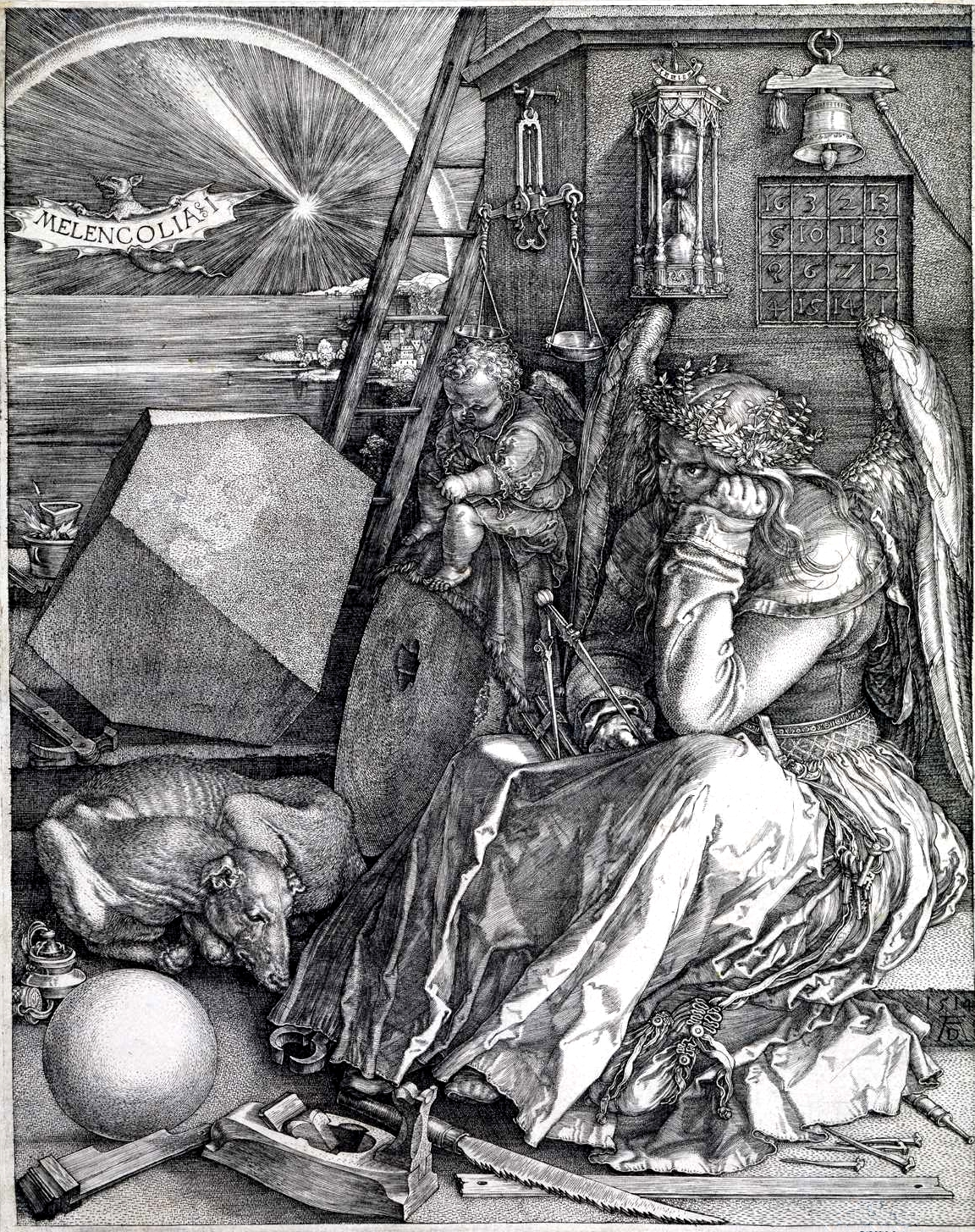
Melencolia I (cca. 1514), de Albrecht Dürer

Depresia este o stare de spirit (patologică) scăzută și de aversiune la activitate, care poate afecta gândurile unei persoane, comportamentul, sentimentele și sentimentul de bunăstare. Persoanele depresive se simt triste, anxioase, fără speranță, îngrijorate, neajutorate, lipsite de valoare, vinovate, iritabile, rănite sau agitate. Își pot pierde interesul în activitățile care odată le creau plăcere, pot resimți pierderea poftei de mâncare sau mănâncă în exces, au probleme de concentrare, își amintesc detalii și pot contempla, încerca sau se pot sinucide. Mai pot fi prezente: insomnia, somnolența excesivă, oboseala, pierderea energiei, dureri sau probleme digestive.
Starea de spirit depresivă, nu este întotdeauna o afecțiune psihiatrică. Aceasta poate fi, de asemenea, o reacție normală la anumite evenimente de viață, un simptom al unor afecțiuni medicale, sau un efect secundar al unor medicamente sau tratamente medicale. Starea depresivă este, de asemenea, o caracteristică principală sau asociată unor sindroame psihiatrice, cum ar fi depresia clinică.

## Factori

### Evenimente din viață
Problemele din copilărie, precum decesul unei persoane dragi, neglijarea, abuzul psihic, abuzul fizic,  abuzul sexual și tratarea inegală de către părinți a fraților pot contribui la depresia de la maturitate. În special abuzul fizic sau sexual al copiilor corelează semnificativ cu probabilitatea de a experimenta depresia în timpul vieții victimei.
Evenimente și schimbări din viață care pot grăbi apariția stării depresive sunt (dar nu se limitează la): copilărie, menopauză, dificultăți financiare, șomaj, stres (precum cel legat de serviciu, educație, familie, condiții de viață etc.), un diagnostic medical (cancer, HIV, etc.), bullying, pierderea unei persoane dragi, dezastrele naturale, izolarea socială, violul, problemele de relație, gelozia, separarea și rănirea gravă. Adolescenții pot fi înclinați să experimenteze starea depresivă în special în urma respingerii sociale, presiunii celor de vârsta lor sau a bullying-ului.

### Personalitate
Scorurile înalte la tipul de personalitate neuroticism indică o probabilitate mai mare de dezvoltare a simptomelor depresive precum și a tuturor tipurilor de diagnostice depresive, iar depresia este asociată cu extraversiune scăzută. Alți indici de personalitate pot fi: schimbări temporare dar rapide de dispoziție, pierderea interesului pentru activități care până atunci erau parte obișnuită a vieții cuiva, perturbări de somn, retragerea din viața socială de până atunci, schimbări de apetit și dificultăți de concentrare.

### Identitatea de gen și sexualitatea
Persoanele care sunt marginalizate fie din cauza identității de gen sau a orientării sexuale sunt mai înclinate spre depresie. Potrivit statisticilor, grupurile țintă sunt mai înclinate să comită suicid. 

### Tratamente medicale
Depresia poate fi de asemenea urmare a încercărilor de a îngriji sănătatea, cum este cazul medicației care induce depresia. Terapii asociate cu depresia sunt  terapia cu interferon, beta-blocanții, isotretinoina, contraceptivele, agenții cardiaci, anticonvulsivii, antimigrenoasele, antipsihoticele și agenți hormonali precum agonistul de hormoni eliberatori de gonadotropină.

### Inducerea de către substanțe
Uneori, abuzul de substanțe poate cauza sau exacerba depresia, fie în urma intoxicării, opririi consumului sau a utilizării cronice. Aici sunt incluși spirtul, sedativele (inclusiv prescripția de benzodiazepine), opioidele (inclusiv prescripția de analgezice și drogurile ilicite precum heroina), stimulanți (precum cocaina și amfetaminele), halucinogenii și inhalanții.

### Boli non-psihiatrice
Starea depresivă poate fi urmare a unor boli infecțioase, a malnutriției, a unor condiții neurologice sau a unor probleme fiziologice, precum hipoandrogenismul (la bărbați), boala Addison, sindromul Cushing, hipotiroidismul, boala Lyme, scleroza multiplă, boala Parkinson, durerea cronică, accidentul vascular cerebral, diabeturile sau cancerul.

### Sindroame psihiatrice
Un număr de sindroame psihiatrice au starea depresivă ca simptom principal. Tulburările de dispoziție sunt un grup de tulburări considerate a fi în primul rând perturbări ale dispoziției. Aici sunt incluse tulburarea depresivă majoră (TDM; numită în mod obișnuit depresie majoră sau depresie clinică), când o persoană are cel puțin două săptămâni de stare depresivă sau lipsă de interes sau plăcere pentru aproape toate activitățile, și  distimia, stare de dispoziție depresivă cronică, simptomele căreia nu au severitatea episodului depresiv major. Altă tulburare de dispoziție, tulburarea bipolară, are parte de unul sau mai multe episoade cu dispoziție anormal de ridicată, cogniție și niveluri de energie, dar implică de asemenea unul sau mai multe episoade de depresie. Când cursul episoadelor depresive urmează un tipar sezonier, tulburarea (tulburare depresivă majoră, tulburare bipolară, etc.) poate fi numită tulburare afectivă sezonieră.
În afară de tulburările de dispoziției: tulburarea de personalitate borderline împărtășește adesea stări depresive extrem de intense; tulburarea de adaptare cu dispoziție depresivă este o perturbare a dispoziției ce apare ca reacție psihologică la un eveniment sau factor stresant identificabil, de unde rezultă simptome emoționale sau comportamentale care sunt îndeplinesc criteriile pentru un episod depresiv major;:355 iar tulburarea de stres posttraumatic este o tulburare mentală care apare în urma unei traume și este acompaniată în mod obișnuit de stare depresivă.

### Moștenire istorică
Cercetătorii au început să conceptualizeze modurile în care moștenirile istorice ale rasismului și colonialismului pot crea condiții depresive.

## Măsurători
Printre măsurătorile depresiei ca tulburare emoțională sunt: Inventarul de Depresie Beck și scala de depresie cu 9 itemi din PHQ-D. Ambele măsuri sunt teste psihologice care pun întrebări personale participantului și au fost utilizate mai ales pentru a se măsura severitatea depresiei. Anumite studii au utilizat aceste măsuri pentru a determina de asemenea care sunt indivizii sănătoși care nu suferă de depresie ca tulburare mentală, ci ca tulburare ocazională de dispoziție. Acest lucru este fundamentat pe faptul că depresia ca tulburare emoțională prezintă simptome similare depresiei minime și a nivelurilor scăzute a unor tulburări mentale ca tulburarea depresivă majoră; așadar, cercetătorii au fost capabili să utilizeze aceeași măsură în mod interschimbabil. În termeni de scală, participanții cu scor între 0-13 și respectiv 0-4 au fost considerați indivizi sănătoși.
Altă măsurătoare a stării depresive este indicatorul de multi-afect IWP. Aceste este un test psihologic care indică variate emoții, precum entuziasmul și depresia și caută să afle gradul de emoții pe care participanții l-au simțit în ultima săptămână. Există studii care au utilizat mai puțin itemi din Indicele de Mult-afect IWP care a fost apoi redus la niveluri zilnice pentru a se măsura nivelurile zilnice de depresie ca tulburare emoțională.

## Conexiuni

### Alcoolism
Spirtul poate fi un depresant care încetinește anumite regiuni ale creierului, precum cortexul prefrontal și temporal, afectând negativ rațiunea și memoria. De asemenea, micșorează nivelul de serotonină din creier, ceea ce ar putea duce la șanse mai mari de stare depresivă.
Conexiunea dintre cantitatea de spirt consumată, nivelul de stare depresivă și cum aceasta afectează riscurile experimentării de consecințe de pe urma alcoolismului au fost studiate într-o cercetare realizată de studenți la facultate. Pentru studiu au fost utilizate 4 profiluri latente, distincte, de consum de spirt și niveluri de depresie; Depresie Ușoară sau Moderată și Băutori Grei sau Severi. Alți indicatori care au constat în factori sociali și comportamente individuale au fost de asemenea luați în considerare în cercetare. Rezultatele au arătat nivelul de depresie ca emoție afectată negativ de comportament riscant și consecință a consumului de alcool, în timp ce are o relație inversă cu strategii comportamentale protective, care sunt acțiuni comportamentale aplicate de cineva pentru protecția de prejudiciile relative ale consumului de spirt. A avea un nivel crescut de stare depresivă duce așadar la consecințe mai mari de pe urma consumului de alcool.

### Bullying
Abuzul social, precum bullying-ul, este definit ca acțiuni de discriminare și facere de rău indivizilor vulnerabili. Pentru a se face constatări zilnice cu privire la relația dintre abuzul social, sănătatea mentală a victimei și starea depresivă, s-a făcut un studiu pentru a se cerceta dacă indivizii au un mai mare nivel de dispoziție depresivă când sunt expuși la acțiuni zilnice de comportament negativ. Potrivit rezultatelor, a fi expus zilnic la comportamente abuzive precum bullyig-ul are o relație pozitivă cu starea depresivă din aceeași zi.

### Gândirea creativă
Gândirea divergentă este definită ca un proces de gândire care generează creativitate în idei prin explorarea multor soluții posibile. A avea stare depresivă va reduce semnificativ posibilitatea gândirii divergente, întrucât reduce fluența, varietatea și gradul de originalitate al posibilelor idei generate.
Oricum, anumite tulburări de dispoziție depresivă ar putea avea un efect pozitiv asupra creativității. În urma identificării mai multor studii și a analizării datelor ce implică indivizi cu niveluri mari de creativitate, Christa Taylor a fost capabilă să concluzioneze că există o relație pozitivă clară între creativitate și starea depresivă. O posibilă cauză este că a avea o dispoziție scăzută ar putea duce la noi moduri de percepere și învățare de la lume, dar această idee nu poate fi luată în calcul în privința anumitor tulburări depresive. Relația directă dintre creativitate și depresie rămâne neclară, dar cercetarea făcută în legătură cu această corelație a pus în lumină ideea că indivizii care se confruntă cu o tulburare depresivă ar putea avea niveluri chiar mai înalte de creativitate decât oamenii normali și acesta ar fi un subiect de monitorizat în funcție de viitoarele tendințe legate de felul în care creativitatea va fi percepută și cerută.

## Management
Starea depresivă poate să nu necesite tratament profesionist și poate fi o reacție temporară normală la evenimente din viață, un simptom al unei condiții medicale sau un efect advers al anumitor droguri sau tratamente medicale. O stare depresivă prelungită, mai ales în combinație cu alte simptome, poate duce la un diagnostic de condiție psihiatrică sau medicală care poate primi beneficii de pe urma tratamentului.
Instrucțiunile din 2009 ale Natonal Institute for Health and Care Excellence (NICE) din Regatul Unit indică că antidepresivele nu trebuie utilizate în mod obișnuit pentru tratamentul inițial al depresiei ușoare, pentru că raportul risc-beneficiu este scăzut.
Activitatea fizică poate avea un efect protector împotriva ivirii depresiei. Creșterea numărului de pași zilnici a fost asociată cu scăderea simptomelor depresive.
Există dovezi limitate care sugerează că yoga poate ajuta unele persoane cu tulburări depresive sau niveluri ridicate de depresie, dar sunt necesare mai multe cercetări.
Amintirile vechi și plăcute sunt o altă formă alternativă de tratament, în special pentru vârstnicii care au trăit mai mult și au mai multe exeperiențe de viață. Este o metodă care face persoana să-și amintească memorii din viața sa, aceasta ducând la un proces de auto-recunoaștere și identificare a unor stimulente familiare. Prin păstrarea trecutului și a identității persoanale, este o tehnică care îi stimulează pe oameni să-și vadă viețile într-un mod mai obiectiv și echilibrat, făcându-i să atragă atenția la informația pozitivă și poveștile lor de viață, ceea ce va reduce semnificativ nivelurile de stare depresivă.
Există dovezi limitate conform cărora continuarea medicației antidepresive timp de un an reduce riscul de reapariție a depresiei, fără daune suplimentare. Recomandările privind tratamentele psihologice sau tratamentele combinate în prevenirea reapariției nu sunt clare.

## Legături externe
- Materiale media legate de depression la Wikimedia Commons